# Piparella
I piparelli sono un prodotto dolciario tipico del Messinese e della vicina Provincia di Reggio Calabria.  È un dolce tradizionale legato storicamente alla città dello Stretto, dove viene prodotto da pasticcerie, bar e panifici.

## Descrizione
Trattasi di un biscotto secco, croccante e profumato fatto principalmente con miele, mandorle e farina, infornato due volte, e tagliato a fette più o meno sottili. A seconda della zona di produzione può anche cambiare la tipologia di spezie usate nella sua preparazione. 
Nonostante il prodotto sia originario della vicina Messina, la piparella di Villa San Giovanni (Reggio Calabria) si caratterizza per il taglio trasversale a fettine sottili (4mm o meno), che la distingue anche dallo stomatico, che invece presenta le mandorle solo all'esterno dell'impasto. Anche per questo essa può essere assimilata più al cantuccio toscano. Si abbina perfettamente ai vini passiti, ma si può gustare anche con bevande quali caffè, tè o latte di mandorla.
Le piparelle sono riconosciute fra i prodotti agroalimentari tradizionali calabresi e siciliani. 
È un dolce che sembra avere origini molto lontane. Il nome (in dialetto “pipareddi”) potrebbe derivare dal metodo di cottura che un tempo avveniva in stufe a legna che fumavano come pipe. La preparazione era piuttosto lunga e laboriosa principalmente a causa della doppia cottura. La buona riuscita di questo dolce, infatti, prevede una prima cottura del panetto intero e poi una cottura delle singole fette. Quest'ultimo passaggio permette un'asciugatura, una tostatura e una friabilità unica. 
In antichità, venendo cotti nelle stufe a legna ad una temperatura vicina ai 50 °C, occorrevano circa 48 ore per la loro preparazione e cottura. A motivo della laboriosità della loro preparazione, a quei tempi venivano venduti solo nelle bancarelle in occasione delle feste patronali.
Oggi, invece, si trovano quotidianamente nelle pasticcerie e nei panifici.